# المهمة المصرفية (فلم)
المهمة المصرفية هو فيلم بريطاني من نوع الجريمة، تم إنتاجه 2008, أخرجه روجر دونالدسون، بطولة جيسون ستاثام وسافرون بوروز، الفيلم مقتبس من قصة حقيقية وقعت أحداثها في عام 1971 لسرقة بنك في شارع بيكر في وسط لندن.

## ملخص الفيلم
تجري أحداث الفيلم في لندن عام 1971، حيث يعيش التاجر (تيري ليذر)، وهو زوج ووالد سعيد لا يملك أسراراً كثيرة، تقترح عليه صديقته السابقة (مارتين لوف) خطة لجني المال السريع ويجد نفسه غير قادر على الرفض، بمساعدة بعض من الأفراد المختارين بعناية من ضمنهم (كيفين سواين) و(دايف شيلينج)، يستأجرون مخزناً بالقرب من بنك لويد في شارع بيكر ستريت ويبدؤون بحفر نفق تحت مطعم للدجاج إلى أن يصلوا إلى خزنة الأموال.
تبدو الخطة كاملة، لكنها ليست كذلك في حقيقة الأمر، أولاً، (تيري) مقتنع بأن (مارتين) تملك دافعاً خفياً للسرقة، ثانياً، من ضمن المسروقات، كومة من الأسرار القذرة متورط بها موظفو دولة على استعداد لفعل أي شيء لإخفاء المستندات.

## وصلات خارجية
- مقالات تستعمل روابط فنية بلا صلة مع ويكي بيانات
- The Bank Job على موقع أول موفي.